# Futurecom
O Futurecom é o maior evento do setor de telecomunicações, TI e Internet do Brasil e da América Latina.
O evento é realizado anualmente desde 1999 no Brasil, atualmente pela unidade brasileira da divisão Global Exhibitions da multinacional britânica Informa plc, e consiste num Congresso Internacional e Feira de Negócios com empresas e profissionais representantes de diversos países.
Neste evento debatem-se as tendências das tecnologias deste setor, realizam-se anúncios importantes e palestras. Expositores expõem seus produtos e aproveitam o ambiente para realizar negócios. Teve suas primeiras edições em Foz do Iguaçu, em 1999 e 2000. Foi realizado de 2001 a 2007 em Florianópolis, e desde então tem sido realizada em São Paulo e Rio de Janeiro.

## Edições
| Edição | Período                                         | Cidade         | Local                    |
| ------ | ----------------------------------------------- | -------------- | ------------------------ |
| 20ª    | 15 de outubro a 18 de outubro de 2018           | São Paulo      | São Paulo Expo           |
| 19ª    | 2 de outubro de 2017 a 5 de outubro de 2017     | São Paulo      | Transamerica Expo Center |
| 18ª    | 17 de outubro de 2016 a 20 de outubro de 2016   | São Paulo      | Transamerica Expo Center |
| 17ª    | 26 de outubro de 2015 a 29 de outubro de 2015   | São Paulo      | Transamerica Expo Center |
| 16ª    | 13 de outubro de 2014 a 16 de outubro de 2014   | São Paulo      | Transamerica Expo Center |
| 15ª    | 21 de outubro de 2013 a 24 de outubro de 2013   | Rio de Janeiro | Riocentro                |
| 14ª    | 8 de outubro de 2012 a 11 de outubro de 2012    | Rio de Janeiro | Riocentro                |
| 13ª    | 12 de setembro de 2011 a 14 de setembro de 2011 | São Paulo      | Transamerica Expo Center |
| 12ª    | 25 de outubro de 2010 a 28 de outubro de 2010   | São Paulo      | Transamerica Expo Center |
| 11ª    | 13 de outubro de 2009 a 16 de outubro de 2009   | São Paulo      | Transamerica Expo Center |
| 10ª    | 27 de outubro de 2008 a 30 de outubro de 2008   | São Paulo      | Transamerica Expo Center |
| 9ª     | 1 de outubro de 2007 a 4 de outubro de 2007     | Florianópolis  | CentroSul                |
| 8ª     | 2 de outubro de 2006 a 5 de outubro de 2006     | Florianópolis  | CentroSul                |
| 7ª     | 24 de outubro de 2005 a 27 de outubro de 2005   | Florianópolis  | CentroSul                |